# صيغ التمويل في المصارف الإسلامية
صيغ التمويل في المصارف الإسلامية
تقوم المصارف التجارية بعمليات القروض والسلفيات لعملائها مقابل فائدة ربوية محددة مقدماً. 
أما في المصارف الإسلامية فيتم استخدام الأموال عن طريق صيغ التمويل المتعددة والمشروعة والتي تناسب كافة الأنشطة سواء أكانت تجارية، صناعية، زراعية، عقارية، مهنية، حرفية. ويعد نشاط التمويل من أهم الأنشطة بالمصارف الإسلامية حيث تمثل عوائده أهم مصدر للأرباح.
وهناك العديد من صيغ التمويل الإسلامية، منها: التمويل بالمرابحة، والتمويل بالمشاركة، والتمويل بالمضاربة، والتمويل بالاستصناع، والتمويل بالسَلَم، والتمويل بالإجارة، والتمويل بالتَوَرُّق، والتمويل بالبيع الآجل.

## العقود في الفقه الإسلامي
للعقود في الفقه الإسلامي أركان هي:
1. العاقدان: بائع ومشتري.
2. الصيغة: الإيجاب والقبول.
3. المحل: الثمن والمثمن.

## المرابحة
يعد بيع المرابحة من أنواع البيوع المشروعة وأحد قنوات التمويل بالمصارف الإسلامية، والمرابحة في اللغة هي مصدر من الربح وهو الزيادة وفي اصطلاح الفقهاء هي بيع بمثل الثمن الأول مع زيادة ربح، أو هي بيع برأس المال وربح معلوم. وصفتها أن يذكر البائع للمشتري الثمن الذي اشتري به السلعة ويشترط عليه ربحاً ما للدينار أو الدرهم. وبيع المرابحة نوع من البيع الجائز بلا خلاف غير أن بيع المساومة أولي منه بقول ابن رشد البيع على المكايسة والمماكسة أحب إلى أهل العلم وأحسن عندهم وذلك لأن بيع المرابحة كما يقول الإمام أحمد تعتريه أمانة واسترسال من المشتري ويحتاج إلى تبيين الحال على وجهه ولا يؤمن من هوي النفس في تأويل أو غلط فيكون على خطر وغرر، وتجنيب ذلك أسلم وأولى.

### أركان البيع المرابحة
ولبيع المرابحة أركان هي:
1. العاقدان.
2. الصيغة (الإيجاب والقبول).
3. المعقود عليه.

### شروط بيع المرابحة
وشروط بيع المرابحة هي:
1. أن يكون الثمن الأول معلوما للمشتري الثاني، لأن المرابحة بيع بالثمن الأول مع زيادة ربح والعلم بالثمن الأول شرط لصحة البيع، فإذا لم يكن معلوماً فهو فاسد.
2. أن يكون الربح معلوماً لأنه بعض الثمن، والعلم بالثمن شرط لصحة البيع.
3. ألا يكون الثمن في العقد الأول مقابلاً بجنسه من أموال الربا، فإن كان كذلك اشترى المكيل أو الموزون بجنسه مِثلا بمثل لم يجز أن يبيعه مرابحة. لأن المرابحة بيع الثمن الأول وزيادة والزيادة في أموال الربا تكون ربا لا ربحاً.
4. أن يكون العقد الأول صحيحاً فإذا كان فاسداً لم يجز.

ويتم تطبيق بيع المرابحة في المصارف الإسلامية تحت اسم «بيع المرابحة للأمر بالشراء»، والفرق بينه وبين بيع المرابحة أن بضاعة المرابحة مملوكة للبائع حال البيع. وصور هذه المعاملة أن يتقدم العميل إلى المصرف طالباً منه شراء سلعة معينة بالمواصفات التي يحددها على أساس الوعد بشراء تلك السلعة اللازمة له فعلاً مرابحة بالنسبة التي يتفق عليها ويدفع الثمن مقسطاً حسب امكاناته، على أن يدعم هذا الطلب بالمستندات اللازمة، ومنها على سبيل المثال عرض أسعار للسلعة موضوع المرابحة، ويقوم المصرف بعد ذلك بالإجراءات اللازمة للحصول على السلعة المتفق عليها ودفع قيمتها، وبعد وصول البضاعة يُخطر العميل لإتمام اجراءات البيع.
وقد اعترض البعض على هذه المعاملة من باب أنها تدخل في بيع ما لا يملك أو بيع ما ليس عند البائع، وهو ما يسمى أيضا البيع المعدوم وهو بيع منهي عنه، والمصرف الإسلامي هنا يبيع للعميل ما لا يملكه من السلع الذي يطلب منه شراؤها من الداخل أو استيرادها من الخارج، وبعضهم عبر عنه بقوله البيع قبل الشراء أي بيع السلعة قبل شرائها، ويرى أن هذا البيع أسوأ أنواع الربا. وقد قرر العلماء والمشاركين في مؤتمر المصرف الإسلامي في دبي ومؤتمر المصرف الإسلامي الثاني في الكويت أنهم أجازو للمصرف الإسلامي البيع للآمر بالشراء إذا تملك السلعة بالفعل، وما يجرى بين المصرف وطالب الشراء قبل ذلك إنما هو مواعدة بينهما وليس بيعاً وشراءً، وجاء في نص فتوى مؤتمر الكويت ما يلي: «يقرر المؤتمر أن المواعدة على بيع المرابحة للآمر بالشراء بعد تملك السلعة المشتراة وحيازتها ثم بيعها لمن أمر بشرائها بالربح المذكور في الموعد السابق، هو أمر جائز شرعياً طالما كانت تقع على المصرف مسئولية الهلاك قبل التسليم وتبعه الرد فيما يستوجب الرد بعيب خفي».
وبيع المرابحة للأمر بالشراء يتضمن: وعد بالشراء، وبيع بالمرابحة.
وحول الوفاء بالوعد والالتزام به ثار خلاف حول مدى إلتزام الآمر بالشراء وهل هو ملزم أم لا. وحول ضرورة وفاء الواعد بالشراء بالتزامه وردت النصوص الآتية: 
قوله تعالى: ﴿يَا أَيُّهَا الَّذِينَ آمَنُوا لِمَ تَقُولُونَ مَا لَا تَفْعَلُونَ ۝٢ كَبُرَ مَقْتًا عِنْدَ اللَّهِ أَنْ تَقُولُوا مَا لَا تَفْعَلُونَ ۝٣﴾ سورة الصف (آية 3:2). 
وفي الحديث الصحيح رواية أبي هريرة عن النبي محمد ﷺ قوله: «آية المنافق ثلاث إذا حدث كذب وإذا وعد أخلف وإذا ائتمن خان» رواه البخاري. والظاهر من هذه الأدلة أن الوعد سواء كان بصلة وبر، أم بغير ذلك واجب الوفاء به، إذ لم تفرق النصوص بين وعد ووعد. ولقد تبين من الواقع العملي أن بعض المصارف الإسلامية تأخذ بالرأي الذي يقوم بالتزام الطرفين بالوعد الذي قطعه كل منهما للآخر، فالآمر بالشراء، ملزم بشراء السلعة طالما هي مطابقة للمواصفات المحددة، والمصرف ملزم ببيع السلعة للآمر بالشراء، والبعض لا يأخذ بهذا الرأي.

### ضوابط الاستثمار عن طرق بيع المرابحة للآمر بالشراء
1.تحديد مواصفات السلعة وزناً أو عداً أو كيلاً أو وصفاً تحديداً نافياً للجهالة.
2.أن يعلم المشتري الثاني بثمن السلعة الأول الذي اشتراها به البائع.
3.أن يكون الربح معلوماً لأنه بعض الثمن سواء كان مبلغا محدداً أو نسبة من ثمن السلعة المعلوم.
4.أن يكون العقد الأول صحيحاً.
5.ألا يكون الثمن في العقد الأول مقابلاً بجنسه من أموال الربا.
6.أن يتفق الطرفان على باقي شروط المواعدة من زمان ومكان وكيفية التسليم.

### مجالات الاستثمار عن طريق صيغة بيع المرابحة للآمر بالشراء
وفرت هذه الصيغة للمصارف الإسلامية وسيلة تمويلية تمكنها من الوقوف أمام البنوك التقليدية وتحقيق الأرباح، حيث أن هذه الصيغة قد سدت احتياجات التجار والصناع الذين لا يرغبون في الدخول مع المصارف في المشاركة بكل ما تستلزمه من كشف للأسرار والمعلومات، ومن الجدير بالذكر أن المرابحات تمثل الجانب الأكبر من الاستثمارات إذ قد تصل إلى أكثر من80 % من حجم الاستثمارات في بعض المصارف الإسلامية.
وتمكن هذه الصيغة من تلبية احتياجات قطاعات مختلفة منها على سبيل المثال:
- القطاع الحرفي: عن طريق شراء الآلات والمعدات اللازمة للورش.
- القطاع المهني: عن طريق شراء الأجهزة الطبية للأطباء ومستلزمات المهن الآخرى.
- القطاع التجاري: عن طريق شراء البضائع سواء من الداخل أو الخارج.
- القطاع الزراعي: عن طريق شراء الالآت الزراعية الحديثة.
- القطاع الصناعي: عن طريق شراء المعدات الصناعية الضخمة.
- القطاع الإنشائي: عن طريق شراء معدات البناء مثل اللورد.
كما يمكن للمصارف الإسلامية تلبية الاحتياجات للإستعمال الشخصي مل شراء سيارة أو الأجهزة والاثاثات المنزلية.

## صيغة التمويل عن طريق المشاركات
تعد المشاركات من أهم صيغ استثمار الأموال في الفقه الإسلامي، وهي تلائم طبيعة المصارف الإسلامية، فيمكن استخدامها في تمويل الأنشطة الاقتصادية المختلفة.وتعد صيغة المشاركة من البدائل الإسلامية للتمويل بالفوائد المطبق في المصارف التقليدية.
يقوم التمويل بالمشاركة على أساس تقديم المصرف الإسلامي التمويل الذي يطلبه المتعاملين دون اشتراط فائدة ثابتة كما هو الحال في التمويل بالمصارف التقليدية، وإنما يشارك المصرف المتعامل في الناتج المتوقع ربحاً كان أو خسارة وحسبما يرزق الله به فعلاً، وذلك في ضوء قواعد وأسس توزيعيه متفق عليها بين المصرف والمتعامل، وهذه الأسس متستمدة من قواعد شركة العنان.ويعد التمويل عن طريق المشاركة مشروعاً، فقد قرر مؤتمر المصرف الإسلامي بدبي إن المشاركة تقرها الشريعة الإسلامية إذا كان تشاطها حلالاً وما يرزق الله به من ربح يوزع بين الشريكين أو الشركاء بنسبة رأس مال كل منهما، وأن تكون الخسارة كذلك بنفس النسبة إذ الغنم بالغرم، فإذا كان أحد الشركاء قائماً بإدارة الشركة فتخصص له نسبة من صافي الربح يتفق عليها على أن يوزع باقي الربح بعد ذلك فيما بين الشركاء حسب حصته في رأس المال.

### ضوابط التمويل عن طريق المشاركة
لقد وضع الفقهاء مجموعة من القواعد التي تضبط التمويل عن طريق المشاركة وهي:-
1.أن يكون رأس المال من النقود والأثمان وأجاز بعض الفقهاء أن يكون عروضاً (بضاعة).
2.أن يكون رأس المال معلوماً وموجوداً يمكن التصرف فيه.
3.لا يشترط تساوي رأس مال كل شريك بل يمكن أن تتفاوت الحصص.
4.يكون الربح. بينهم على حسب ما اشترطوا بنسبة شائعة معلومة، فإذا لم يشترطوا يكون الربح حسب نسبة رأس مال كل منهم إلى رأس مال 
المشاركة.
5.يكون توزيع الخسارة حسب نسبة رأس مال كل شريك فقط.
6.يجوز أن ينفرد أحد الشركاء بالعمل ويشتركوا في الربح بنسبة متساوية، كما يجوز أن يختلفوا في الربح برغم تساويهم في المال.
7.في حالة عمل جميع الشركاء في إدارة الشركة، يجوز أن تكون حصص بعضهم في الربح أكبر من نسب حصصهم في رأس المال، نظراً لأن الربح في شركات العنان هو عائد رأس المال والعمل، والعمل مما يجوز التفاوت فيه، فقد يكون أحد الشركاء أبصر بالتجارة من غيره.
أنواع المشاركات كما تقوم بها المصارف الإسلامية: تتعدد أنواع المشاركات وفقا للمنظور وراء كل تقسيم والأهداف المرغوبة منه، 

### أشكال المشاركة
1. المشاركة الثابتة (طويل الأجل): وهي نوع من المشاركة يقوم على مساهمة المصرف في تمويل جزء من رأس مال مشروع معين مما يترتب عليه أن يكون شريكاً في ملكية هذا المشروع وشريكاً كذلك في كل ما ينتج عنه من ربح أو خسارة بالنسب التي يتم الاتفاق عليها والقواعد الحاكمة لشروط المشاركة. وفي هذا الشكل تبقي لكل طرف من الأطراف حصص ثابتة في المشروع الذي يأخذ شكلا قانونياً كشركة تضامن أو شركة توصية.
```
2.المشاركة المتناقصة المنتهية بالتمليك: المشاركة المتناقصة أو المشاركة المنتهية بالتمليك هي نوع من المشاركة يكون من حق الشريك فيها أن يحل محل المصرف في ملكية المشروع إما دفعة واحدة أو على دفعات حسبما تقتضي الشروط المتفق عليها وطبيعة العملية.
```

ومن صور المشاركة المتناقصة المنتهية بالتمليك:-
أ‌ الصورة الأولى: أن يتفق المصرف مع الشريك على أن يكون إحلال هذا الشريك محل المصرف بعقد مستقل يتم بعد إتمام التعاقد الخاص بعملية المشاركة بحيث يكون للشريكين حرية كاملة في التصرف ببيع حصته لشريكه أو لغيره.
ب- الصورة الثانية: أن يتق المصرف مع الشريك على المشاركة في التمويل الكلي أو الجزئي لمشروع ذي دخل متوقع وذلك على أساس اتفاق المصرف مع الشريك الآخر لحصول المصرف على حصة نسبية من صافي الدخل المحقق فعلاً مع حقه بالاحتفاظ بالجزء المتبقي من الإيراد أو أي قدر نه يتفق عليه ليكون ذلك الحزء مخصصاً لتسديد أصل ما قدمه المصرف من تمويل، وعندما يقوم الشريك بتسديد ذلك التمويل، تؤول الملكية له وحده.
ج- الصورة الثالثة: يحدد نصيب كل شريك حصص أو أسهم يكون له فيها قيمة معنية ويمثل مجموعها إجمالي قيمة المشروع أو العملية وللشريك إذا شاء أن يقتني من هذه الأسهم المملوكة للمصرف عدداً معيناً باسمه بحيث تتناقص أسهم المصرف بمقدار ما تزيد أسهم الشريك إلى أن يمتلك كامل الأسهم فتصبح ملكيته كامله.
3. المشاركة المتغيرة: هي البديل عن التميل بالحساب الجاري المدين حيث تم تمويل العميل بدفعات نقدية حسب احتياجه ثم يتم أخذ حصة من الأرباح النقدية في اثناء العام.
تطبيق صيغة المشاركة بالمصارف الإسلامية: تبين من الواقع العملي أن صيغة التمويل بالمشاركة من أهم صيغ التمويل المطبقة بالمصارف الإسلامية، حيث تعد من البدائل الإسلامية لأسلوب التمويل بالفوائد، وهي تلائم فئة كبيرة من المتعاملين مع المصارف الإسلامية.
وصيغة المشاركة قد تكون طويلة أو متوسطة أو قصيرة الأجل وذلك طبقاً لما يلي:
1. قد تكون المشاركة طويلة الأجل وذلك في حالة ما إذا كانت مشاركة طويلة الأجل (مستمرة).ويصلح هذا الأسلوب لتمويل العمليات الإنتاجية المختلفة والتي تأخذ شكلاً قانونياً كشركة تضامن أو شركة توصية، وسواء كانت تلك الشركات صناعية أو زراعية أو تجارية.
2. وقد تكون المشاركة متوسطة الأجل وذلك في حالة المشاركة المنتهية بالتمليك وهي التي يحل فيها الشريك محل المصرف في ملكية المشروع إما دفعة واحدة أو على دفعات.ويصلح هذا الأسلوب للتطبيق في المجال التجاري والصناعي والزراعي والعقاري والمهني.
3. وقد تكون المشاركة قصيرة وذلك في حالة تمويل العمليات التي تستغرق زمناً قصيراً، ومن تلك العمليات الاعتمادات المستندية حيث تكون قيمة الاعتماد مشاركة بين المصرف والعميل.

### مشكلات صيغ المشاركة
ولقد تبين من الواقع الخبرة العملي أن هناك العديد من المشكلات التي تصادف المصارف الإسلامية عند تطبيق صيغة المشاركة منها:
§ عدم توافر الخبرة لدي المصارف الإسلامية في كافة مجالات الأنشطة. 
§ القيود المفروضة على المصارف الإسلامية من قبل البنوك المركزية في مجال الاستثمارات طويلة الأجل.
§ عدم تفهم المتعاملين مع المصارف الإسلامية لأساليب التمويل الإسلامية.

## صيغة التمويل عن طريق المضاربة
تعتبر المضاربة من أهم صيغ استمثار الأموال في الفقه الإسلامي، وهي نوع من المشاركة بين رأس المال والعمل، وسوف يتم تناولها من حيث تعريفها ومدى مشروعيتها وأركانها وشروطها وأنواعها ومجالات تطبيقها في المصارف الإسلامية.
تعريف المضاربة: المضاربة لغة هي مفاعلة من الضرب في الأرض وهو السير فيها، وشرعاً: عقد شركة في الربح بمال من جانب وعمل من جانب آخر، وركنها الإيجاب والقبول، وحكمها إيداع ابتداء، وتوكيل مع العمل وشركة إن ربح، وغصب إن خالف، وإجارة إن فسدت، فلا ربح حينئذ، بل له أجر عمله، بلا زيادة على المشروط.والمضاربة هي أن يعطي الرجل الرجل المال ليتجر به على جزء معلوم يأخذه العامل من ربح المال أي جزء كان مما يتفقان عليه ثلثاً أو ربعاً أو نصفاً وتسمي مضاربة أو قراضاً.والقراض بلغة أهل الحجاز أو المضاربة كا تسمى في العراق عقد من قود الجاهلية، شاع التعامل به قبل الإسلام، وقد عرف ابن رشد المضاربة «بقوله أن يدفع الرجل إلى الرجل المال على أن يعمل فيه على جزء من الربح».
مشروعية المضاربة: كانت المضاربة شائعة بين العرب زمن الجاهلية وكانت قريش أهل تجارة يعطون المال مضاربة لمن يتجر ب بجزء مسمى من الربح، وأقر الرسول ﷺ ذلك في الإسلام، ومن الأمثلة على ذلك خروج الرسول ﷺ قبل البعثة للتجارة في أموال السيدة خديجة  على أن يكون له نصيب في الربح، فهو عقد مضاربة وقد استمر العمل به بعد البعثة، وبذلك تستند مشروعية عقد المضاربة إلى السنة، العملية الثابتة بإقرار الرسول ﷺ وإجماع الصحابة على العمل بها.وقد أجمع العلماء على جواز عقد المضاربة وأن مستثنى من الإجارة المجهولة وأن هذه الرخصة للرفق بالناس.وقد ورد أن العباس ابن عبد المطلب كان إذا دفع مالاً مضاربة اشترط على صاحبه ألا يسلك طريقا به بحراً ولا ينزل به وادياً ولا يشتري به ذات كبد رطبه فإن فعل فهو ضامن فرقع شرطه على رسول الله ﷺ فاجازه، وقد روي عن صهيب  أن رسول الله ﷺ قال:(ثلاث فيهن البركة البيع إلى أجل والمقارضة وخلط البر بالشعير للبيت لا للبيع).
وقد ذكر الفقهاء أن عموم الآيات الآتيه واطلاقها يقتضي العمل بالمضاربة يقول تعالى: 
```
" وآخرون يضربون في الأرض يبتغون من فضل الله..
 " ليس عليكم جناح أن تبتغوا فضلاً من ربكم..
" فإذا قضيت الصلاة فانتشروا في الإرض وابتغوا من فضل الله..
```

### أركان المضاربة
أما أركانها كما ذكرها النووي خمسة:
1.الركن الأول: رأس المال.
2.الركن الثاني: العمل.
3.الركن الثالث: الربح.
4.الركن الرابع: الصيغة.
5.الركن الخامس: العاقدان.

### شروط المضاربة
من الشروط التي ذكرها الفقهاء للمضاربة ما يلي:
1.شروط متعلقة برأس المال.
2.شروط متعلقة بالربح.
3.شروط متعلقة بالعمل.
أ‌ الشروط المتعلقة برأس المال:
1.أن يكون رأس المال من النقود المضروبة من الدراهم والدنانير وهو اشتراط عامة الفقهاء.
2.ألا يكون رأس المال دينا في ذمة المضارب.
3.أن يتم تسليم رأس المال للمضارب (إما أن يكون التسليم بالمناولة أو بالتمكين من المال).
ب‌ الشروط المتعلقة بالربح:
1- أن تكون حصة كل منهما من الربح معلومة.
2- أن تكون حصة كل منهما من الربح شائعة كالنصف أو الثلث مثلاً.
ج- الشروط المتعلقة بالعمل:
1- اختصاص العامل بالعمل دون رب المال.
2- أن لا يضيق رب المال على العامل بتعيين شيء يندر.
3- أن لا يضرب له أجل يمنعه من التصرف.
كما يشترط في المضاربة أهيمة التوكيل والوكالة ولا يشترط اسلامه، ولا يشترط أهلية التوكيل والوكالة لرب المال ويتضح ذلك من حديث رسول الله صلى الله علي وسلم: من ولي يتيماً فليتجر له ولا يتركه حتى تأكله الصدقة "... رواه الترمذي حيث أن رب المال (اليتيم) لم يبلغ بعد أهلية التوكيل والوكالة.

### أنواع المضاربة
المضاربة شركة بين إثنين أحدهما يسمى رب المال والآخر يسمى المضارب والأول له نصيب في الربح مقابل رأس المال والثاني ربحه مقابل عمله الذي يؤديه، والمضاربة نوعان وهما:-
1.المضاربة المطلقة: وهي أن تدفع المال مضاربة من غير تعيين العمل والمكان والزمان وصفة العمل، فالمضاربة المطلقة يكون للمضارب فيها حرية التصرف كيفما شاء دون الرجوع لرب المال إلا عند نهاية المضاربة.
2.لمضاربة المقيدة: وهي التي يشترط فيها رب المال على المضارب بعض الشروط لضمان ماله كما ورد في رواية العباس بن عبد المطلب، وهذا النوع من المضاربة جائز وقد قال الإمام أبو حنيفه وأحمد إن المضاربة كما تصح مطلقة فإنها تجوز كذلك مقيدة.
تطبيق صيغة المضاربة بالمصارف الإسلامية: 
تبين من الواقع العملي إن كلا النوعين من المضاربة ملائم لمعاملات المصارف الإسلامية غير أن المضاربة المطلقة هي الأصل في التعامل بين المصرف وأصحاب ودائع الاستثمار، ولهذا فقد تضمنت استثماره وديعة الاستثمار في بنك فيصل الإسلامي السوداني شرطاً ينص على الآتي: 
ويتم الاستثمار على أساس المضاربة المطلقة ويأذن العميل للبنك في كل تصرف فيه المصلحة.فهذه الصيغة تجيز للمصرف أن يباشر جميع التصرفات التي يرى فيها المصلحة بعده مضارباً في مال صاحب الوديعة فيخلطها بأموال أصحاب الأسهم والودائع الأخرى، وتجيز له أيضاً أن يدفعها لغيره ليضارب بها.فالمصرف عندما يكون هو المضارب كما في الصناديق الاستثمارية تلائمه المضاربة المطلقة وعندما يكون هو رب المال أو نائباً عنه كما في تمويل المستثمرين تلائمه المضاربة المقيدة. والمضاربة في المضارف الإسلامية مع المتعاملين قد تكون قصيرة الأجل أو متوسطة الأجل أو طويلة الأجل، فقد يضارب المصرف على صفقة واحدة فهي مضاربة قصيرة الأجل، وقد يضارب في سلعة تشترى ثم تباع على فترات فهي مضاربة متوسطة الأجل، وقد يشترك مع آخرين في تمويل رأس مال مشروع بالكامل لفترة طويلة فهي مضاربة طويلة الأجل.والمجال المناسب للمضاربة بالنسبة للنشاط التجاري، المضاربة في السلع التي يمكن شراؤها من مصادر انتاجها وبيعها بالأسواق المحلية، ويتطلب هذا أن يكون لدى المتعامل الخبرة بهذه الأنواع من السلع.
ولقد تبين أن بعض المصارف الإسلامية تحجم عن التعامل بصيغة المضاربة ويرجع ذلك إلى عدم استيعاب المتعاملين لأسلوب تطبيق هذه الصيغة لعدم توافر نوعية المتعاملين من ذي الأمانة والثقة العالية، بالإضافة إلى المخاطر المترتبة على قيام المصرف بتمويل كافة العملية دون أن يدفع العميل حصة في التمويل.

## صيغة التمويل بالاستصناع
يعرف الاستصناع بأنه عقد مع صانع على عمل شئ معين في الذمة وهو من عقود البيوع.وقد ذهب الحنفية إلى جواز عقد «الاستصناع» استحساناً كما ذهب إلى جواز التعامل بعقد الاستصناع أيضاً مجمع الفقه الإسلامي التابع لمنظمة المؤتمر الإسلامي حيث جاء في قراره ما يلي:
1- إن عقد الاستصناع – وهو عقد وارد على العمل والعين في الذمة – ملزم للطرفين إذا توافرت فيه الأركان والشروط.
2- يشترط عقد الاستصناع ما يلي:
أ‌ بيان جنس المستصنع وقدره وأوصافه المطلوبة.
ب‌ أن يحدد فيه الأجل.
3- يجوز في عقد الاستصناع تأجيل الثمن كله، أو تقسيطه إلى أقساط معلومة لآجال محددة.
4- يجوز أن يتضمن عقد الاستصناع شرطاً جزائياً بمقتضى ما اتفق عليه العاقدان ما لم تكن هناك ظروف قاهرة.وقد شرع الاستصناع لسد حاجات 
الناس ومتطلباتهم.
أطراف العقد:
1- الصانع: وهو البائع الذي يلتزم بتقديم الشئ المصنع للعميل.
2- المقاول: وهو الذي يباشر الصنع (تصنيع المنتج المطلوب).
3- المستصنع: وهو الطرف المشتري في عقد الاستصناع.
- تطبيق صيغة الاستصناع بالمصارف الإسلامية: بدأ الاستصناع يحتل دوراً رئيساً في استثمارات المصارف الإسلامية، إذ قامت المصارف بتمويل المباني السكنية والاستثمارية بنظام الاستصناع، وساهمت بذلك في حل مشكلات معاصرة كثيرة، إذا وفرت للمستصنع المواد الخام إضافة إلى العمل نفسه، وساممت المصارف في صناعات أخرى عديدة وأبرمت عقود استصناع مع عملائهأن غير أن أبرزها حجماً في المعاملات هو المجال العقاري.

### مثال للأسلوب المطبق للاستصناع العقاري بأحد المصارف الإسلامية
1- يتقدم المتعامل إلى المصرف بطلب منه أن يصنع له مبنى ويرفق مع طلبه بياناً كاملاً مدعماً بالرسوم والخرائط من الاستشاري عن نوع ومواصفات المبنى الذي يريد إنشائه، وصور الملكية، ومخطط الأرض، ومخطط مبدئياً للبناء، وتقرير مختصراً من المهندس الذي صمم المبنى بحيث يتضمن هذا التقرير تكلفة البناء وإيراداته المتوقعة.
2- يعرض المتعامل أيضاً مع طلبه تقديره للمبنى والعربون الذي سيدفعه ومساحة الأرض وموقعها، والضمانات التي يعرضها، وطريقة السداد.
3- يقوم المصرف بعمل دراسة جدوى فنية متخصصة للمشروع بمعرفة المهندسين بالمصرف، مصحوبة بدراسة مالية ويقدر فيها الإيراد المتوقع ومدى قدرته على الوفاء بما على المشروع من ديون.
4- في حالة موافقة المصرف على عرض المستصنع يطلب منه تقديم الضمانات اللازمة.
5- بعد الاتفاق النهائي يقوم المصرف بتوقيع عقد استصناع مع العميل يحدد فيه جميع حقوق والتزامات كل طرف وأهم ما يتضمنه العقد ما يلي: ثمن المبنى، ميعاد التسليم طبقاً للمواصفات، مدة السداد، قيمة السداد، وقيمة العربون المدفوع.
6- بعد توقيع عقد الاستصناع بين المصرف والمستصنع «المتعامل» يقوم المصرف بتوقيع عقد استصناع آخر مع المقاول الذي رسا عليه العطاء عن طريق المناقصة يسمي استصناع موازي، وتكون علاقة المتعامل بالمصرف مباشرة ولا علاقة له بالمقاول.
7- بقدم المقاول خطاب مصرفي بنسبة معينة من قيمة المشروع «ضمان حسن تنفيذ» ويحجز المصرف من قيمة كل دفعة للمقاول نسبة معينة كضمان لحسن التنفيذ تدفع له بعد الانتهاء تدفع له بعد الانتهاء من الصنع مطابقاً للمواصفات، و5% من قيمة المشروع كضمان لصيانة المبنى من قبل المقاول لمدة سنة.
فإذا لم يلتزم المتعامل بسداد ما عليه من دين في المواعيد المحددة ولم يفي الإيراد بقيمة الأقساط، يعطيه المصرف مهلة ويساعده على إيجاد الحل ثم يكون من حق المصرف اتخاذ اجراءاته بتنفيذ الرهن وعرض العقار للبيع.

## صيغة التمويل عن طريق بيع السلم
السلم والسلف بمعنى واحد وهو بيع شيء موصوف في الذمة بثمن معجل، والسلم لغة قال الإمام النووي السلم هو نوع من البيوع ويقال فيه السلف وقال الأزهري في شرح ألفاظ المختصر السلم بمعنى واحد، ويقال سلم وأسلم وسلف وأسلف بمعنى واحد هذا قول جميع أهل اللغة، أما في الشرع فهو كما عرفه الإمام النووي أنه عقد عل موصوف في الذمة ببذل يعطى عاجلاً، أي أن البضاعة المشتراه دين في الذمة ليست موجودة أمام المشتري ومع ذلك فإنه يدفع الثمن عاجلاً للبائع، والفقهاء تسمية بيع المحاويج لأنه بيع غائب تدعو إليه ضرورة كل واحد من المتابعين.
ومشروعيته جاءت بالكتاب والسنة والإجماع، يقول تعالى: «يأيها الذين آمنوا إذا تداينتم بدين إلى أجل مسمى فاكتبوه» البقرة (آية 282)....
ومن السنة ما ثتب عن ابن عباس  قال قدم رسول الله ﷺ المدينة والناس يسلفون في التمر العام والعامين فقال:«من سلف فليسلف في كيل معلوم ووزن معلوم» رواه البخاري ومسلم.أما الإجماع فقد نقل بن قدامه عن ابن المنذر قوله، أجمع كل من نحفظ من أ÷ل العلم على أن السلم جائز لأن المثمن في البيع أحد عوض العقد فيما زان يثبت في الذمة كالثمن ولأن الناس في حاجة إليه.

### أركان السلم
أركان السلم هي:
1.العاقدان.
2.الصيغة «الإيجاب والقبول».
3.المعقود عليه.
- ضوابط الاستثمار عن طريق بيع السلم: وضع بعض الفقهاء مجموعة من القواعد التي تضبط الاستثمار عن طريق بيع السلم منها.
1- أن يكون منضبطاً: بمعنى أن كل ما يمكن انضباطه فإنه جائز فيه السلم لأنه ما تدعوا إليه حاجة.
2- أن يصفه بما يختلف فيه الثمن، فيذكر جنسه ونوعه، وقدره وبلده، وحداثته وقدمه، وجودته وردائته، ومالا يختلف به الثمن لا يحتاج 
إلى ذكره.
3- أن يكون الأجل معلوم كالشهر ونحوه فإن أسلم حالاً أو على أجل قريب كاليوم ونحوه لم يصح.
4- أن يكون المسلم فيه في الذمة فإن أسلم في عين لم يصح.
5- أن يكون المسلم فيه عام الوجود في محله فلا يجوز فيما يندر كالسلم في العنب والرطب في غير وقته.
6- أن يقضي رأس المال في المجلس وذلك لئلا يدخل تحته بيع الكالئ المنهي عنه وأجاز مالك اليوم واليومين لاستلام رأس المال.وهذه الشروط متفق عليها الأئمة الأربعة.وقد أقر مؤتمر المصرف الإسلامي في دبي عام 79 هذا النوع من البيوع إذا كان المصرف يتقيد بالشروط التي ذكرها الفقهاء ومراعاة ذلك في كافة عقود السلم.ولا يشترط أن تكون البضاعة المشتراة من إنتاج البائع كما هو الحال في المصارف الإسلامية فإنها تستورد البضائع من بلدان أخرى ولا تقوم بإنتاجهأن والفرق بين السلم وبيع المرابحة أن بيع السلم يتم الثمن حالاً أما بيع المرابحة فهناك وعد بالشراء، وفي كلتا الحالتين يكون المشتري من المنتج الأساسي هو المصرف الإسلامي لا المتعامل.
تطبيق بيع السلم بالمصارف الإسلامية: يمكن أن يكون عقد السلم طريقاً للتمويل يغني عن القرض بفائدة، فمن عنده سلعة مشروعة ينتجهاً يمكنه أن يبيع كمية منها، تسلم في المستقبل، ويحصل على ثمنها حالاً.ولذلك يكون عقد السلم أحد الوسائل التي يستخدمها المصرف الإسلامي في الحصول على السلع موضوع تجارته، كما يستخدمه أيضاً في بيع ما تنتجه شركاته ومؤسساته.ولقد تبين من الواقع العملي أن العديد من المصارف الإسلامية تطبق هذه الصيغة في تمويل العديد من الشركات الصناعية. ويمكن استخدام بيع السلم في الإنشاءات العقارية عن طريق بيع الوحدات قبل إنشائهاً وتسليمها بعد الانتهاء منها.

## صيغة التمويل بالتأجير مع الوعد بالتملك
مفهوم الإجارة: الإجارة من الناحية الشرعية هي عقد لازم على منفعة مقصودة قابلة للبذل والإباحة لمدة معلومة بعوض معلوم، والإجارة المذكورة صورة مستحدثة من صور التمويل في ضوء عقد الإجارة، وفي إطار صيغة تمويلية تسمح بالتيسير على الراغب في اقتناء أصل رأسمالي، ولا يملك مجمل الثمن فوراً.

### تطبيق الإجارة بالمصارف الإسلامية
ويتم تطبيق الإجارة بالمصارف الإسلامية على النحو التالي:
1- قيام المصرف (المؤجر) بشراء أصول ثابتة محددة بمعرفة (المستأجر)
2- يقوم المصرف بتمويل شراء الأصل وامتلاكه ثم تأجيره بعقد متوسط أو طويل الأجل وتسليمه له للإنتفاع به واستخدامه.
3- تحتسب الدفعات الإيجارية على فترة التعاقد بحيث تغطي مالي:
- الأموال المدفوعة في شراء الأصل (أو جزء منها).
- القيمة التخريدية للأصل (في نهاية مدة الإجارة) يقوم العميل بسدادها في نهاية مدة الإيجار لتملك الأصل (حسب الاتقاق عند التفاوض).
- هامش ربح مناسب (يمثل عائد المصرف خلال مدة الإيجار).
- قوم المستأجر بسداد تأمين للمصرف (بنسبة متفق عليها) لضمان المحافظة على الأصل المؤجر وصيانته خلال فترة التأجير كاملة.
- يعتبر المصرف مالكاً للأصل طوال فترة الإيجار، والعملي حائزا ومستخدماً له حتى تمام سداد أقساط الإجارة التخريدية للأصل، وتنتقل إليه ملكية الأصل المؤجر.

### مميزات التمويل بصيغة الإجارة مع الوعد بالتملك
ومن مزاياها للمؤجر (المصرف): وهو الممول للعملية الذي يشتري الأصل موضوع العملية بغرض تأجيره إلى المستأجر (وفقاً للمواصفات التي يريدها المستأجر) وينتقل الأصل منالمنتج إلى المستأجر مع احتفاظ المؤجر بكافة حقوقه من امتلاك الأصل.
أما أهم مزاياه للمؤجر فهي:
1.يدر عليه عائداً بالنسبة لأمواله المستثمره (في شراء الأصل المؤجر) وبضمان جديد يتمثل في ملكيته للأصل المؤجر ذاته.
2. يتم خصم نسبة (تمثل قسط الإهلاك) من قيمة الأصول المؤجرة من أرباح المؤجر لتحديد صافي الربح الخاضع للضريبة رغم أنه ليس هو 
المستخدم لهذه الأصول.
ب‌ بالنسبة للمستأجر (العميل): وهو الذي تتم عملية التأجير لصالحه أي أنه يحدد ما يريد استئجاره (وقد يصنع خصيصاً له) وهو الذي يستخدم الأصل، ويلتزم بسداد الدفعات الإيجارية عنه حسب الاتفاق وأهم مميزاته للمستأجر:
1.الحصول على تمويل كامل الأصول المستأجره (حيث أنه لا يتطلب أن يدفع المستأجر جزءاً من ثمنه مقدماً).
2.يتم خصم كامل قيمة الدفعات الإيجارية من أرباح المستأجر وصولاً إلى صافي الربح الخاضع للضريبة – وهذه الدفعات تكون عادة أكبر من قيمة قسط الإهلاك المسموح بخصمه، ومن ثم يحقق التأجير ميزة ضريبة للمستأجر. وتستخدم صيغة الإجارة بالمصارف الإسلامية تحت مسمى «التأجير مع الوعد بالتملك» وذلك تطبيقا لقرار مجمع الققه الإسلامي الدولي رقم 110 الصادر في دورته الثانية عشر التي عقدت في مدينة الرياض بالمملكة العربية السعودية خلال الفترة من 23 /28 / سبتمبر / 2000 والذي ينص على ضرورة الفصل بين عقد التأجير وبين عقد التمليك حيث أن لكل عقد حقوق وإلتزامات لدى الأطراف تختلف بإختلاف القعدين بحيث يتم أولاً توقيع عقد الإجارة وفي نهاية مدة التأجير يتم توقيع عقد البيع وانتقال الملكية للعميل.

### نقل الملكية
ويتم نقل الملكية للعميل عن طريق إحدى الصور التالية:-
1- إقتران عقد التأجير مع عقد هبة العين للمستأجر معلقاً على سداد كامل الإجرة، أو وعد بالهبة بعد سداد كامل الإجرة.
2- عقد إجارة مع إعطاء المالك الخيار للمستأجر بعد الإنتهاء من وفاء جميع الأقساط الإيجارية المستحقة خلال المدة من شراء العين المأخوذة بسعر السوق عند إنتهاء مدة الإجارة.
3- عقد إجارة مع إقترانه بوعد بيع العين المؤجرة بعد سداد كامل الإجرة.
4- عقد إجارة ويعطي المؤجر للمستأجر حق الخيار في تملك العين المؤجرة في أي وقت يشاء.

## صيغة التمويل بالتورق
تعريف بيع التورق: هو شراء سلعة بثمن مؤجل ثم بيعها لاخر بثمن نقدي للحصول على النقد.بيع التورق من بيوع المساومة.
أطراف عملية التورق:-
1- العميل: يشتري بالأجل من البنك (عقد بيع بالتقسيط)
2- البنك: عقد بيع للعميل بالآجل (بيع بالتقسيط).
3- مشتري: يشتري السلعة من العميل نقداً.
لماذا ظهر التورق بالمصارف الإسلامية:-
1- تلبية إحتياجات العملاء من النقد.
2- تجنيب العملاء للخسائر العالية.
3- تجربة حديثة لتمويل العملاء.
الضوابط الشرعية للتورق: بيع التورق من البيوع الجائزة (قرار مجلس الفقه الإسلامي في دورته 15 بتاريخ 31/10/98م.كما صدرات فتوى من هيئة كبار العلماء بالمملكة العربية السعودية بإجازته.
عقود التورق:
1- عقد بيع بالأجل مع طرف.
2- عقد بيع بالنقد مع طرف آخر.
آلية عمل التورق بالمصارف الإسلامية:-
1- يقوم البنك بشراء كمية من السلع وتملكها.
2- يقوم البنك بعرض السلعة للعملاء لشرائها.
3- يتقدم العميل للبنك بطلب لشراء وحدات معينة من السلع.
4- توقيع عقد بيع بالتقسيط بين البنك والعميل (بيع على الوصف).
5- تملك العميل للوحدات بموجب مستندات.
6- توكيل العميل للبنك لبيع السلعة نقدا وإيداع المبلغ بحسابة.
7- سداد العميل للأقساط المستحقة.

## صيغة التمويل عن طريق البيع الآجل (البيع بالتقسيط)
البيع الآجل هو أن يتم تسليم السلعة في الحال مقابل تأجيل سداد الثمن إلى وقت معلوم سواء كان التأجيل للثمن كله أو لجزء منه، وعادة ما يتم سداد الجزء المؤجل من الثمن على دفعات أو أقساط، فإذا تم سداد القيمة مرة واحدة في نهاية المدة المتفق عليها مع انتقال الملكية في البداية فهو بيع آجل، وإذ تم سداد الثمن على دفعات من بداية تسلم الشيء المباع مع انتقال الملكية في نهاية فترة السداد. فهو (البيع بالتقسيط). 
فالبيع الآجل والبيع بالتقسيط قد يكون بالسعر الذي تباع به السلعة نقداً وهذا لا خلاف في جوازه بل هو عمل يؤجر فاعله، وقد يكون البيع الآجل بسعر أكبر من الثمن الحال وفي هذا اختلاف بين الفقهاء، أجازه جمهور الفقهاء، وصورته أن يقول صاحب السلعة لمشتري هذه السلعة ثمنها مائة إذا دفعت الثمن الآن ومائة وعشرة إذا دفعته بعد سنة ويتم البيع على هذا. 
وقد منع بعض الفهاء هذا البيع بحجة أن هذه الزيادة ربا ورأي الجمهور أرجح لأن هذا بيع تراضي فتدخل في عموم قوله تعالى: «وأحل الله البيع وحرم الربا».. البقرة (آية 275).صدق الله العظيم 
وقوله تعالى:«يأيها الذين أمنوا لا تأكلوا أموالكم بينكم بالباطل إلا أن تكون تجارة عن تراض منكم».... النساء (آية 29).
تطبيق البيع بالتقسيط بالمصارف الإسلامية:
وتسلك المصارف الإسلامية طريق البيع الآجل أو البيع بالتقسيط بثمن أكبر من الثمن الحالي في حالتين:
الأولى: في معاملاتها مع التجار الذين لا يرغبون في استخدام أسلوب التمويل بالمشاركة وهذه الطريقة هي البديل لعملية الشراء بتسهيلات في الدفع التي تمارسها البنوك التجارية.
الثانية: في المعاملات التي يكون فيها المبلغ المؤجل كبيراً والآجل طويلا 
ولقد تبين من الواقع العملي استخدام هذه الصيغة في بنك فيصل الإسلامي السوداني لتمليك وسائل الإنتاج الصغيرة للحرفيين مثل سيارات الأجرة، وهو ما يمارسه أيضاً بنك ناصر الاجتماعي المصري. 
ومن أنسب المشروعات التي يمكن للمصارف الإسلامية تمويلها باستخدام هذا الأسلوب هو بيع الوحدات السكنية، فالبيع الآجل (التقسيط) في هذه الحالة هو البديل المناسب لسلفيات المباني بالفائدة التي تمارسها البنوك التقليدية (البنوك العقارية)

## صيغة الاستثمار المباشر
يقوم المصرف الإسلامي باستثمار أموال المودعين بنفسه أو عن طريق المتعاملين معه بتمويله لعملياتهم الاستثمارية.
فإذا قام المصرف بتمويل مشروعات المتعاملين فهو في هذه الحالة ربا للمال، والمتعاملين هم المضاربين ويسمى ذلك استثمار غير مباشر، وفي حالة قيام المصرف باستثمار الأموال بنفسه فهو في هذه الحالة مضارباً والمودعين هم أرباب الأموال وذلك طبقاً لعقد المضاربة بينهم، ويسمى الاستثمار في هذه الحالة استثماراً مباشراً، فالاستثمار المباشر هو الاستثمار الذي يمتلك بموجبه المصرف الإسلامي المشروع الذي يقوم بتأسيسيه وإدارته. 
ويجب أن تتوافر لدى المصارف الإسلامية الخبرات والمهارات التي تمكنها من إدارة هذه المشروعات وفي حالة عدم توافرها يمكن أن يستأجر من يعاونها في هذا العمل من العمال أو الفنيين أو الخبراء.
ويقوم جهاز الخبراء لدى المصارف الإسلامية بإعداد دراسات الجدوى الاقتصادية للمشروعات المقترحة والتأكد من عدم مخالفة النشاط أو المنتجات للشريعة الإسلامية، مع الأخذ في الحسبان العائد وخدمة التنمية الاقتصادية
وقد أجاز المؤتمر السادس لمجمع البحوث الإسلامية المنعقد بالقاهرة سنة 1391هـ مارس سنة 1971 الاستثمار المباشر حيث جاء في البند الثالث الخاص بتوظيف الودائع واستخدام الموارد: 
«يجوز للبنك إارء استثمارات مباشرة (يشرف عليها بنفسه) أو استثمارات غير مباشرة، كما يجوز لها إنشاء مؤسسات استثمارية يقوم بتمويلها لتتولى ينابة عنه ولحسابه وتحت إشرافه وإدارة مشروعات استثمارية». 
وطبقاً لذلك جاء عقد تأسيس بنك دبي الإسلامي سنة 1975م النص صراحة على أن من أغراض البنك القيام بجميع الأعمال المصرفية، المالية والتجارية، وأعمال الاستثمار، إنشاء مشروعات التصنيع، والتنمية الاقتصادية، والعمران والمساهمات فيها من الداخل والخارج
وتأكيداً للصفة الاستثمارية للمصرف الإسلامي الدولي للاستمثار والتنمية جاء في عقد تأسيسه بأن غرض الشركة هو مباشرة جميع الخدمات والعمليات المصرفية والمالية والتجارية المصرح بها لبنوك الاستثمار والأعمال وكافة ما تتطلبه أعمال ومشاريع التنمية، ومن هذه الأعمال على سبيل المثال، العمل بشتى الوسائل على إنماء وإنشاء وتنشيط الاستثمار في مختلف قطاعات التنمية سواء بتأسيس مشروعات جديدة أو بتوسيع وتطوير مشروعات قائمة. 
إن قيام المصارف الإسلامية بإنشاء مشروعات الاستثمار، أو الترويج لها أو المشاركة فيها ليس من باب الآمال أو الأختيار، ولكنه من باب المسئولية الأصلية للمصرف الإسلامي، وبدون هذه المسئولية يصبح المصرف الإسلامي مجرد مؤسسة حلال وليس بالضرورة مؤسسة اقتصادية تدعم النظام الاقتصادي الإسلامي. 
فالمصرف الإسلامي بطبيعة تركيبه لا يمكن أن يكون بنكاً تجارياً يتاجر بالأموال ولكنه بنك استثمار وأعمال هدفه دائماً تنشيط الاستثمار والتنمية، وتنشيط المدخرين الصغار، وتنشيط أصحاب الحرف الصغيرة. 
إن الصفة الاستثمارية للمصرف الإسلامي صفة ملازمة له تمامأن مع الأخذ في الاعتبار إن إلغاء التعامل بالفائدة من عمليات البنك الإسلامي يجعل الاستثمار المباشر ليس فقط مسألة ضرورية بل والشغل الشاغل أيضاً لإدارة البنك ويتوقف عليها وجود البنك من عدمه، ليس فقط لمتطلبات الربحية ولكن أيضاً لمتطلبات السيولة والأمكان للبنك من ناحية وزيادة قدرة المجتمع على تشجيع الاستثمارات المستقبلية. 
ولذلك يجب على المصرف الإسلامي تدعيماً للدور الاستثماري التنموي أن يقوم بالتعرف على فرص الاستثمار وتعريف المستثمرين بهأن والقيام بتحليل المشروعات ودراسة جدواها مع الترويج للمشروعات بعد دراستها وخاصة تلك المشروعات التي تتطابق مع الأولويات الإسلامي
ولا يقتصر الاستثمار المباشر على إنشاء شركات إنتاجية فقط وإنما يمكن الاستثمار عن طريق الإتجار المباشر وهو الشراء سواء قام به الشخص نفسه أو تم لصالحه وذلك بهدف تقليب المال وتحريكه في عملية التجار للحصول على ربح حلال من الفرق بين تكلفة الشراء وسعر البيع ولتحقيق مصلحة أفراد المجتمع بتوفير احتياجاتهم من السلع المختلفة. 
لذلك يجب على المصرف الإسلامي القيام بإجراء دراسات لاحتياجات الأسواق من السلع والمنتجات وخاصة تلك التي يحجم عن تمويلها الأفراد نظراً لطول فترة الاستثمار أو لعائدها غير المجزي على الرغم من أهميتها الاجتماعية والاقتصادية.